# Vrbovo (Chorwacja)
Vrbovo – wieś w Chorwacji, w żupanii krapińsko-zagorskiej, w gminie Hrašćina. W 2011 roku liczyła 292 mieszkańców.